# 火の粉
『火の粉』（ひのこ）は、雫井脩介による日本のサスペンス小説。2003年に書下ろしで幻冬舎から刊行された（400字詰め原稿枚数730枚）。2005年に単発ドラマ化され、2016年には連続ドラマ化された。
2016年2月時点で累計発行部数は55万部を記録している。

## あらすじ
元裁判官の家の隣に、かつて無罪判決を下した男が引っ越してきて以来、不吉な事件が連続して起こる。人は、火の粉が自分の身に振りかかって初めてその恐ろしさに気付く。

## 登場人物
梶間勲
元裁判官。現在は大学で法律学の教鞭を取る。かつて武内に無罪判決を下した。
梶間尋恵
梶間雪見
勲の息子・俊郎の妻。武内の行き過ぎにも思える親切行為を不気味に思うも、家族からは相手にされない。
梶間俊郎
勲の息子、雪見の夫。フリーター、3年ほど前から弁護士を目指して勉強中。
梶間まどか
梶間曜子
満喜子
池本
池本恭子
野見山
東京地検の検事。武内の背中の打撲痕は自作自演によるものだと主張したが、それを立証できなかった。
紀藤
武内真伍
輸入家具・雑貨店の経営者。隣人一家を殺害した容疑で起訴されるが、証拠不十分で無罪判決を下される。その2年後、梶間家の隣に引っ越し、恩人である梶間のために尽くし始める。

## 書籍情報
- 単行本：幻冬舎、2003年1月16日発売[3]、ISBN 978-4-34-400293-7
- 新書：幻冬舎スタンダード、2003年6月30日発売[4]、ISBN 978-4-34-400909-7
- 文庫：幻冬舎文庫、2004年8月2日発売[5]、ISBN 978-4-34-440551-6

## テレビドラマ

### テレビドラマ（2005年版）
2005年2月19日に朝日放送の制作によりテレビドラマ化され、テレビ朝日系列「土曜ワイド劇場」にて放送された。

#### キャスト（2005年版）
- 梶間家
  - 梶間（高瀬）雪見 - 原沙知絵（少女期：水谷美和）
  - 梶間俊郎（雪見の夫） - 嶋尾康史
  - 梶間まどか（俊郎の娘） - 森迫永依
  - 梶間勲（俊郎の父、武内に無罪判決を下した元裁判官） - 愛川欽也
  - 梶間尋恵（俊郎の母、勲の妻） - 朝丘雪路
  - 梶間曜子（俊郎の祖母） - 風見章子
- 武内真伍（梶間家の隣人、かつて殺人罪で起訴されたが無罪判決を下された） - 村田雄浩（少年期：大津尋葵）
- 池本亨（的場の義兄、妹は武内に殺されたと訴える） - 柳沢慎吾
- 池本杏子（池本の妻） - 相本久美子
- 野見山司（武内を逮捕した刑事） - 石黒賢（友情出演）
- 関孝之介（弁護士） - 高松英郎
- 的場夫婦（武内に殺害された夫婦） - 小島康志、斉藤絵里
- 中野（雪見が働いていた幼稚園の副園長） - 五代高之
- 石材店店主 - 灰地順
- 刑事 - 鷲生功、梅宮哲
- 児童相談所職員 - 小林かおり
- 酒井（児童相談所職員） - 佐伯新
- 雪見の母 - 渡辺杉枝
- 渡辺光祐、西野育哉、堀真弓、谷川美登里、古賀道枝、高瑞貴、木谷匡勝、入江康之、位置花岳彦、麻生ヨシヒロ、芸優

#### スタッフ（2005年版）
- 監督 - 井坂聡
- 脚本 - 今井詔二
- 撮影 - さのてつろう
- 技斗 - 二家本辰巳
- 技術協力 - ビデオフォーカス、ニユーテレス
- 美術協力 - ケイエッチケイアート
- プロデューサー - 東浦陸夫（朝日放送）、黒川浩行・有田泰浩（トレンド）
- 製作 - 朝日放送、トレンド

### テレビドラマ（2016年版）
2016年4月2日から5月28日まで毎週土曜23時40分 - 翌0時35分に、東海テレビ制作・フジテレビ系『オトナの土ドラ』の第1作として放送された。全9回。“心の奥に潜む狂気”をテーマにした心理サスペンスドラマ。
ユースケ・サンタマリアはフジテレビ系で2007年1月期に放送された『今週、妻が浮気します』以来9年ぶりの連続ドラマ主演作となる。狂気を秘めた役を演じることについては、「本当におかしいヤツは自分をおかしいとは思っていない」と考え、あえて「怖くやろう」「変なヤツを演じよう」とは意識せず普通に演じることを心がけたという。また、第4話と5話でゲスト出演した酒井若菜は役作りで不幸なオーラを身にまとうために前歯を1本抜き、銀歯を入れて撮影に臨んだ。
物語の舞台は東京都内だが、実際は都心から車で1時間以上かかる埼玉県にセットが組まれ、撮影された。
ドラマはデータニュース社（東京）が行うテレビ視聴アンケート「テレビウオッチャー」（対象3000人）で初回満足度3.94で4月スタートの全ドラマの中で最高値を記録。ユースケの怪演が話題となり、2016年5月14日からは同時期にフジテレビ系で放送されていた『僕のヤバイ妻』とのコラボレーションとして、ユースケ演じる武内と木村佳乃演じる真理亜のどちらがヤバイのかを公式Twitterで投票する企画も行われた。また、芸能界ではNON STYLEの井上裕介がこのドラマのファンであることを公言していたが、Twitterで「いつかは出る側になってみたいもんだなあ」とつぶやいたことから、最終回の盛り上げのために副音声放送の実施と井上の出演が決定した。

#### あらすじ（2016年版）
梶間家の隣に武内真伍（ユースケ・サンタマリア）という男が引っ越してくる。手作りのバウムクーヘンや大量の各地の名産品を持って挨拶にきた武内は、自分は元裁判官の勲（伊武雅刀）が無罪判決を下した事件の元被告人でとても感謝していると打ち明ける。薄気味悪く思う雪見（優香）の気持ちとは裏腹に、武内は姑の介護に身も心も疲れ果てている尋恵（朝加真由美）に代わって梶間家で介護を手伝ったり、俊郎（大倉孝二）の就職活動の手助けをしたりして、次第に梶間家の日常に入り込んでいく。
ある日、雪見は記者を名乗る男（佐藤隆太）から、武内は危険だという警告を受ける。やがてその正体が記者ではなく、武内が無罪判決を下された事件の被害者遺族・ 池本亨であることがわかったが、事件前の状況が今の武内と梶間家の状況と似ているものを感じた雪見は危機感をつのらせる。勲が下した判決は本当に正しかったのか？武内は本当に殺していないのか？そのことを勲や俊郎、尋恵に訴えるも、逆になぜ身分を偽ってまで近づいてくる池本を信じるのか、勲の判決が信用できないのかと責められ、娘・まどか（庄野凛）への虐待の疑いもかけられて雪見は梶間家を出ざるをえなくなってしまう。失意のどん底に落ちる雪見だったが、職場に現れた占い師（酒井若菜）に現在の状況を言い当てられ、「近くに力になってくれる人がいるはず」という言葉を信じ、もう一度池本の話を聞く。そしてやはり武内は危険だという結論に達した雪見は池本を連れて梶間家へと戻るが、欠席裁判はフェアではないという俊郎によって武内もその場に呼ばれ、直接対決をすることになる。武内が介護するようになった途端に義母が亡くなったことや児童相談所への通報など、不可解な出来事は武内の仕業だと訴える雪見だったが、逆に武内に、池本に自宅へ不法侵入されていることや中傷の手紙を送られていること、雪見に近づいた占い師は実は池本の妻の杏子であることなどを暴露され、立場が悪くなった池本夫婦は武内につかみかかった末に逃げ、雪見は武内に土下座をして謝ることになる。
一方、勲は武内を無罪にした過去の自分の判決にだんだん自信がもてなくなり、武内の弁護士だった関（迫田孝也）に相談するようになっていた。そして直接対決の後から池本が行方不明になっていること、武内が夜中にスーツケースを運び入れていたことを杏子から聞かされた勲は、武内の自宅に忍び込む。しかし見つかってしまった勲は、無罪判決を出したのは武内の無実だという主張を信じたからではなく、ただ死刑判決を出すことが怖かったからだと認めさせられる。そして、豹変した武内を見て、好意を無下にした的場一家はやはり武内に殺された、自分の判決は間違いだったのだと確信する。その後、関弁護士も事務所に血痕を残して行方不明になったことを知った勲はさらに武内への恐怖心をつのらせ、早くから武内の危険性に気づいていた雪見に謝り、なんとか武内の機嫌を損なわないようにと懸命に振る舞う。しかしプレゼントされたマッサージチェアを部屋の隅に追いやったことをきっかけに武内は激昂。それまで傾倒していた俊郎や尋恵もようやく武内の本性に気づくが、梶間家はそのまま武内を含めて幸せな家族として生活することを強要される。そんな中、武内に殺されたと思われていた池本が再び姿を現す。武内は死んだ母親宛てのビデオレターを何本も撮影して一緒に墓に埋葬しており、その中では自らの犯行も素直に告白していた。テープの中身を確認したという池本は、武内が愛する母親の墓の前で自分を殺させようと挑発するが、背後から突然現れた雪見の親友・琴音（木南晴夏）に刺されて死んでしまう。琴音は雪見から武内の危険性について聞かされ続けていたが、暴力をふるう元夫から助けてくれた武内を愛するようになっていた。しかし感謝をするどころか「やりすぎです」と突き放す武内に琴音は絶望し、警察へ出頭することを決意する。そして梶間家の面々も、事件後も飄々と家族として入り込んでくる武内に対し、「あなたはただの人殺しです」「私たちはあなたを歓迎しない」とはっきり告げ、スタンガンと縄で拘束後、勲が「被告人を死刑に処する！」と改めて言い渡す。武内は「梶間先生にこうされるなら本望です」と涙を流し、警察に出頭する前に梶間家と最後の晩餐をしたいと願い、武内は手作りのバウムクーヘンを持って参加する。お互い、毒が入っているかもしれないという緊張感の中だったが何事もなく晩餐は終了。翌朝、梶間家の面々が武内の自宅を訪れると、もう1つ焼いていたバウムクーヘンを口にして事切れていた武内の姿がソファにあった。

#### キャスト（2016年版）

##### 主要人物（2016年版）
武内真伍（たけうち しんご）〈44〉
演 - ユースケ・サンタマリア
用心のために飼い始めたというドーベルマンのレオと共に梶間家の隣に引っ越してきた男。輸入関係の仕事をしているが、親の遺産もあって悠々自適な生活を送っている。趣味はバウムクーヘン作り。
3年前の東京都南調市の的場一家殺害事件の元被告人で、夫婦と6歳の息子を包丁で複数回刺して殺害した容疑で警察の取り調べを受け、一度は自供して起訴されたが、裁判で供述をひるがえした。自分も犯人に襲われて背中に傷を負ったと主張し、その傷が自分自身ではつけられないものだと認定されたことが無罪の決め手となり、裁判長だった勲によって無罪判決を言い渡された。
亡くなった母親（可南子）には「いい子にしてなさい。そうすれば、みんなが可愛がってくれるから」と言われて育った。普段の性格は穏やかで愛嬌のある笑顔で人と接し、とことん相手に尽くす性分だが、それを無下にしたり、避けたりするようになると激しく攻撃するようになる。亡くなった母親宛てにビデオレターを録り続けている。

##### 梶間家（2016年版）
東京のとある閑静な住宅街にある。
梶間雪見（かじま ゆきみ）〈30〉
演 - 優香（幼少時：荒川梨杏〔第3話〕）
梶間家の嫁。親友の琴音の親が経営する和食屋でパートとして働いている。
5歳の時に両親が離婚し、以後は母親（演：中村容子〔第3話〕）と2人暮らしで虐待を受けて育った。そのため温かい家庭というものに憧れが強く、真っ先に武内の危険性に気付くと孤立しながらもなんとか家族を守ろうと奮闘する。
夫の俊郎との間に1人娘のまどかがいるが、実は俊郎と付き合って1年がたった頃に妊娠したものの、就職がまだ決まっておらず誰にも言い出せないでいるうちに流産した過去がある。
梶間勲（かじま いさお）〈60〉
演 - 伊武雅刀
梶間家の家長で俊郎の父。裁判官として働いていたが、定年前に退官した。最後に担当した裁判の被告人で死刑を求刑されていた武内が隣に引っ越してきて驚く。
現在は邦洋大学で講師をつとめている。母・曜子の介護は妻の尋恵に任せきりで手伝わず、ねぎらいの言葉もない。
梶間尋恵（かじま ひろえ）〈58〉
演 - 朝加真由美
勲の妻で俊郎の母。雪見の手はわずらわせたくないという思いがあり、「手伝う」という申し出を断ってほぼ1人で姑である曜子の介護をしているが、そのせいで自分の母親を看取ることすらできなかった。意地でも介護は完璧にこなしたいと思っているが、内心「死ねばいいのに」と思う気持ちも抱えていた。
勲と見合い結婚して以降、長年専業主婦として家族を支え、自分の時間も犠牲にしてきたが、そのことを認めて労ってくれた武内の言葉に涙を流す。以降、武内が表だって梶間家を支配し始めても、合い鍵を渡したりするなどして最後まで心酔していた。
梶間俊郎（かじま としろう）〈35〉
演 - 大倉孝二
雪見の夫で勲と尋恵の息子。就職活動中。前職は待遇が悪くひどい会社だから辞めたと雪見には言っていたが、実は商品を壊してしまい、100万円を請求してきた社長を殴って辞めた。武内から借りた金で後から支払ったが、結局弁護士が家を訪ねて来たため真相がばれる。
「お父さんみたいな人になりなさい」と小さい頃から言われて育ったためプレッシャーを感じていたが、武内の助言により弁護士を目指して司法試験の勉強を始める。
梶間まどか〈5〉
演 - 庄野凛（第1 - 2・4 - 9話）
雪見と俊郎の1人娘。武内になつく。
梶間曜子
演 - 星野晶子（第1 - 2話）
勲の母親。寝たきりのため介護が必要で、何かと尋恵を呼びつける。時々しか訪ねてこない娘の満喜子には小遣いを渡したり、「ありがとう」という言葉もかけるが、日々世話をしてくれる尋恵に対しては感謝の言葉はなく、遺言書にも娘150万円に対し、尋恵には3万円しか遺していなかった。
武内が介護を手伝うようになってすぐ、雑炊を喉につまらせて亡くなる。

##### 周辺人物（2016年版）
相田満喜子
演 - 大島蓉子（第1 - 2話）
曜子の娘。仕事のない週末に梶間家にやって来て、尋恵がちゃんと介護しているか確認し、曜子からおこづかいをもらって帰るのが常。実は曜子の貯金を使い込んでおり、葬式にも出席せず姿を消した。
佐々木琴音（ささき ことね）〈28〉
演 - 木南晴夏
ドラマオリジナルキャラクター。雪見の親友。シングルマザーで、出戻りで親の和食屋を手伝っている。息子の陸のためにと元夫との交流を続けているが、会うたびに暴力をふるわれるため思い悩む。
武内のことを次第に愛するようになり、武内と家族になろうとするが、武内の心が梶間家にしかないと知ると、羨望からやがて親友の雪見にすら憎しみを抱くようになる。
佐々木陸〈2〉
演 - 中野遥斗（第1・4 - 7・9話）
琴音の息子。
池本亨（いけもと とおる）〈37〉
演 - 佐藤隆太（第1 - 5・7 - 8話）
関東日報の寺西公平という記者を装って「武内は殺人犯です」と雪見に声をかけてきた男。その正体は3年前に武内が無罪判決を受けた的場一家殺人事件の被害者・的場久美子の兄だった。ずっと久美子から「（武内が）気味が悪い」と打ち明けられていたが、「単なる思い過ごしだろう」と言って本気にしていなかったことを後悔している。
妹が殺されたのは武内の仕業であると確信しているが、無罪判決が出てしまい一事不再理でもう武内を裁けないため、梶間家に対しての武内の犯行を明らかにすることで妹夫婦の無念をはらせると考えている。
池本杏子（いけもと きょうこ）
演 - 酒井若菜（第4 - 5話）
亨の妻。夫の亨と同じく、武内に復讐するため、占い師を装って雪見に近づく。
武内との直接対決後に亨が姿を消した時は、殺されてスーツケースに詰められたと考え、半狂乱になって武内に襲いかかった。
関孝之助（せき こうのすけ）〈40〉
演 - 迫田孝也（第2 - 5話）
東京都豊花区に事務所をかまえる弁護士。既婚。的場一家殺人事件の裁判の際、武内を弁護した。冤罪記事の特集記事で武内をとりあげたいという記者と武内の間をとりもったり、敏郎の訴訟取り消しに動くなど、武内と再び交流するようになるが、過度の謝礼を渡してくる武内に困惑する。誕生日にまで贈り物をしてくる武内をきっぱり拒絶したが、その後事務所に血痕を残して行方不明になる。

##### ゲスト（2016年版）

###### 第2話（2016年版）
弁護士
演 - 田中允貴
俊郎が退社の際に末永社長を暴行した件で、傷害罪で訴える意志があることを伝えに来る。
男性
演 - 玉置孝匡
冤罪の特集記事で武内を取材するインタビュアー。

###### 第3話（2016年版）
中野佳樹
演 - 川野直輝
雪見の元カレ。雪見の名を騙って送られてきたメールに呼び出されて雪見と再会する。『二年で一億円稼いだ男の秘策』という本を出版している。
稲川
演 - 今井あずさ
児童相談所職員。雪見がまどかを虐待しているという通報が入り、梶間家を訪れる。
増田
演 - 石川雅宗
児童相談所職員。稲川と共に梶間家を訪れる。

###### 第5話（2016年版）
検事
演 - 犬飼若博
武内の裁判の時の検事。
事務員
演 - 柏幸奈
関の法律事務所の事務員。
警察官
演 - 山崎画大
杏子に呼ばれ、武内のスーツケースの中身を確認しようとする。

###### 第6話（2016年版）
稲葉尚史
演 - 渋江譲二
琴音の元夫。別れてからも琴音に暴力をふるう。車の前に突き飛ばされ、轢かれて亡くなる。
警察官
演 - 足立智充
琴音が武内についてきてもらい、元夫の稲葉にやり返しているところに駆けつける。
喫茶店のマスター
演 - 八神ねがお

###### 第8話（2016年版）
看護師
演 - 和泉佑三子
俊郎が階段から落ちて入院した病院の看護師。

#### スタッフ（2016年版）
- 原作 - 雫井脩介『火の粉』（幻冬舎文庫）
- 脚本 - 高橋悠也、香坂隆史
- 音楽 - 兼松衆、大間々昂
- 主題歌 - 鈴木雅之「Melancholia」（エピックレコードジャパン）[51]
- 撮影 - 布川潤一
- 照明 - 佐々木雄也
- 音声 - 奥雅人
- VE - 石田伸夫
- 編集 - 清水正彦
- EED - 福川孝太朗
- 選曲 - 矢崎裕行
- 音響効果 - 田久保貴昭
- MA - 河野弘貴
- 音楽制作ディレクター - 水田大介
- 美術プロデューサー - 森川一雄
- デザイン - 齋藤卓
- 装飾 - 大藤邦康
- 装飾助手 - 太田哲
- 小道具 - 東野敦
- 持道具 - 阿部有希
- 持道具応援 - 加藤佑里恵
- 衣裳 - 赤瀬菜穂
- メイク - 松本かおり
- 大道具 - 手塚常光
- 操作 - 樋口真也
- 建具 - 岸久雄
- 造園 - 兵頭二郎
- バウムクーヘン担当 - 都留沙矢香
- タイトルバック - 菊間潤子
- 動物プロ - ノア動物プロダクション
- 編成 - 安藤英裕（東海テレビ）、古田直樹（東海テレビ）、藤井修（フジテレビ）
- 広報 - 安田俊之（東海テレビ）、芳賀大記（東海テレビ）
- 編成開発 - 藤冨恵理子（東海テレビ）
- WEB - 平岡敏治（東海テレビ）
- キービジュアルディレクター - 吉澤正美
- タイトルバックスチール - 先濱努
- スケジュール - 野間詳令
- 演出補 - 高橋貴司
- 制作担当 - 鈴木哲
- スチール - 栗林伸幸
- 記録 - 森川麻衣
- 法廷監修 - 石井誠一郎
- プロデューサー補 - 遠山圭介（東海テレビ）、竹下舞
- ラインプロデューサー - 馬場三輝
- 企画 - 横田誠（東海テレビ）
- プロデュース - 市野直親（東海テレビ）、高橋史典（ケイファクトリー）
- 演出 - 森雅弘、竹村謙太郎
- 制作・著作 - ケイファクトリー
- 制作 - 東海テレビ、ケイファクトリー

#### 放送日程
| 各話   | 放送日  | サブタイトル1                                          | サブタイトル2                                                     | 脚本     | 演出       |
| ------ | ------- | ------------------------------------------------------ | ----------------------------------------------------------------- | -------- | ---------- |
| 第1話  | 4月02日 | 隣家に来た善意の殺人者!?                               | 隣に引っ越してきた男。 善意の殺人者!?                             | 香坂隆史 | 森雅弘     |
| 第2話  | 4月09日 | 家族に亀裂 次に狙われるのは!?                          | 家族に亀裂 次に狙われるのは誰 今夜も絶対眠れない                  | 香坂隆史 | 森雅弘     |
| 第3話  | 4月16日 | 衝撃告白!? いよいよ明かされる… 善人の笑顔の裏側!!      | 絶対に 知られたくない過去                                         | 高橋悠也 | 竹村謙太郎 |
| 第4話  | 4月23日 | 全面対決 本当に悪いのは誰か… 誰もが試される            | 全面対決 本当に悪いのは誰か 今夜誰もが試される                    | 高橋悠也 | 竹村謙太郎 |
| 第5話  | 4月30日 | そして、また一人消える…。                              | そして、 また一人消える…。                                        | 香坂隆史 | 森雅弘     |
| 第6話  | 5月08日 | 悪魔の恋? 邪魔者はアディオス!!                         | 悪魔の恋 邪魔者はアディオス GW最後も眠れない                      | 香坂隆史 | 竹村謙太郎 |
| 第7話  | 5月14日 | 説教部屋!? 私が教育します                              | 説教部屋 今夜私が教育します                                       | 高橋悠也 | 森雅弘     |
| 第8話  | 5月22日 | 反撃開始 切り札は"あの男"                              | 急転直下 火花散る 因縁の男との対決が始まる 身を粉に尽くす悪の決断 | 香坂隆史 | 竹村謙太郎 |
| 最終話 | 5月28日 | 最後の晩餐 悪の隣人vs幸せな家族 ついに悪魔が決断する!? | 晩餐会 悪の隣人 幸せな家族 今夜悪魔が決断する                     | 香坂隆史 | 森雅弘     |

- 第3話は『土曜プレミアム』放送のため10分繰り下げ、23時50分 - 翌0時45分に放送された。
- 第6話は、前夜（7日）の『さんまのお笑い向上委員会』放送のため30分繰り下げ、0時10分 - 1時5分に放送された（日曜放送）。
- 第8話は、前夜（21日）の『土曜プレミアム』放送のため25分繰り下げ、0時5分 - 1時に放送された（日曜放送）。

| 東海テレビ制作・フジテレビ系列 オトナの土ドラ                                  | 東海テレビ制作・フジテレビ系列 オトナの土ドラ                              | 東海テレビ制作・フジテレビ系列 オトナの土ドラ |
| 前番組                                                                         | 番組名                                                                     | 次番組                                        |
| ------------------------------------------------------------------------------ | -------------------------------------------------------------------------- | --------------------------------------------- |
| 枠設置前につき無し                                                             | 火の粉 （2016年4月2日 - 5月28日）                                          | 朝が来る （2016年6月5日 - 7月31日）           |
| フジテレビ系列 土曜23:40 - 翌0:05枠                                            |                                                                            |                                               |
| 武道館 （2016年2月6日 - 3月26日） 【ここまでフジテレビ制作の連続ドラマ枠】     | 火の粉 （2016年4月2日 - 5月28日） 【ここから東海テレビ制作の連続ドラマ枠】 | 朝が来る ※23:40 - 翌0:35                      |
| フジテレビ系列 日曜0:05 - 0:35（土曜深夜）枠                                   |                                                                            |                                               |
| LIVE2016ニュース&すぽると! ※0:05 - 1:05 【ここまでフジテレビ制作の報道番組枠】 | 火の粉 （2016年4月2日 - 5月28日） 【ここから東海テレビ制作の連続ドラマ枠】 | 朝が来る ※前日23:40 - 0:35                    |
| フジテレビ系列 東海テレビ制作のテレビドラマ                                    |                                                                            |                                               |
| 嵐の涙〜私たちに明日はある〜 ※平日13:30 - 13:55 【ここまで昼ドラ枠】           | 火の粉 【ここからオトナの土ドラ枠】                                        | 朝が来る                                      |